# Goździeńcowate
Goździeńcowate (Clavariaceae Chevall.) – rodzina grzybów znajdująca się w rzędzie pieczarkowców (Agaricales).

## Charakterystyka
Grzyby naziemne o wrzecionowatym, maczugowatym lub językowatym owocniku. Może on być nierozgałęziony, lub krzaczasto lub drzewiasto rozgałęziony. Owocniki rosną w grupach. Wysyp zarodników bezbarwny.

## Systematyka
Według Index Fungum bazującym na Dictionary of the Fungi do rodziny Clavariaceae należą rodzaje:
- Camarophyllopsis Herink 1958 – kopułeczek
- Clavaria Vaill. ex L. 1753 – goździeniec
- Clavicorona Doty 1947
- Clavulinopsis Overeem 1923 – goździeniowiec
- Hirticlavula J.H. Petersen & Læssøe 2014
- Hodophilus R. Heim 1958
- Hyphodontiella Å. Strid 1975
- Lamelloclavaria Birkebak & Adamcík 2016
- Mucronella Fr. 1874 – drobnokolec
- Podostrombium Kunze ex Rchb. 1828
- Ramariopsis Donk Corner 1950 – koralownik
- Setigeroclavula R.H. Petersen 1988

Polskie nazwy na podstawie pracy Władysława Wojewody z 2003 r.